# 657. grenadirski polk (Wehrmacht)
657. grenadirski polk (izvirno nemško 657. Grenadier-Regiment; kratica 657. GR) je bil pehotni polk Heera v času druge svetovne vojne.

## Zgodovina
Polk je bil ustanovljen 9. marca 1945 na Danskem in dodeljen 160. pehotni diviziji.